# ローカス (雑誌)
ローカス（Locus）は、1968年にアメリカで創刊されたサイエンス・フィクション専門の月刊誌。
SF小説や雑誌のレビューやニュースを掲載する老舗SFセミプロジンで、1971年から読者投票によるローカス賞を選出していることでも知られる。
出版社はカリフォルニア州オークランドにあり、初代編集主任はチャールズ・N・ブラウン。
日本でのエージェントは、当初、柴野拓美。のち、小川隆がつとめ、小川の没後は岡和田晃がつとめている。